# Клімат Туреччини

Кліматична мапа Туреччини

На клімат Туреччини впливають такі фактори, як географічне положення, велика берегова лінія та гірський рельєф. На прибережні райони здіснюють значний вплив Чорне та Середземне моря, а внутрішні райони країни сухіші та характеризуються більш континентальним кліматом.
Прибережні райони в південній половині країни, які включають такі міста, як Анталія, Ізмір та Адана, мають типовий середземноморський клімат зі спекотним сухим літом і м'якою дощовою зимою. Прибережні райони на півночі країни характеризуються більш прохолодним, помірно вологим або субсередземноморським кліматом з прохолодною, часто дощовою та іноді сніжною зимою і теплим літом.
На низьких плато у внутрішніх районах країни панує континентальний клімат, який характеризується спекотним сухим літом та холодною сніжною зимою. Кількість зимових опадів значно варіюється, внаслідок чого Бітліс характеризується вологим кліматом з великою кількістю опадів, тоді як в районах, що лежать у дощовій тіні, панує напівпосушливий клімат. Міста, що лежать на високих внутрішніх плато, зокрема Карс та Ардаган, характеризуються різкоконтинентальним, а іноді й субальпійським кліматом з холодною сніжною зимою та м'яким дощовим літом.

## Середземноморський клімат

### "Справжній" середземноморський клімат

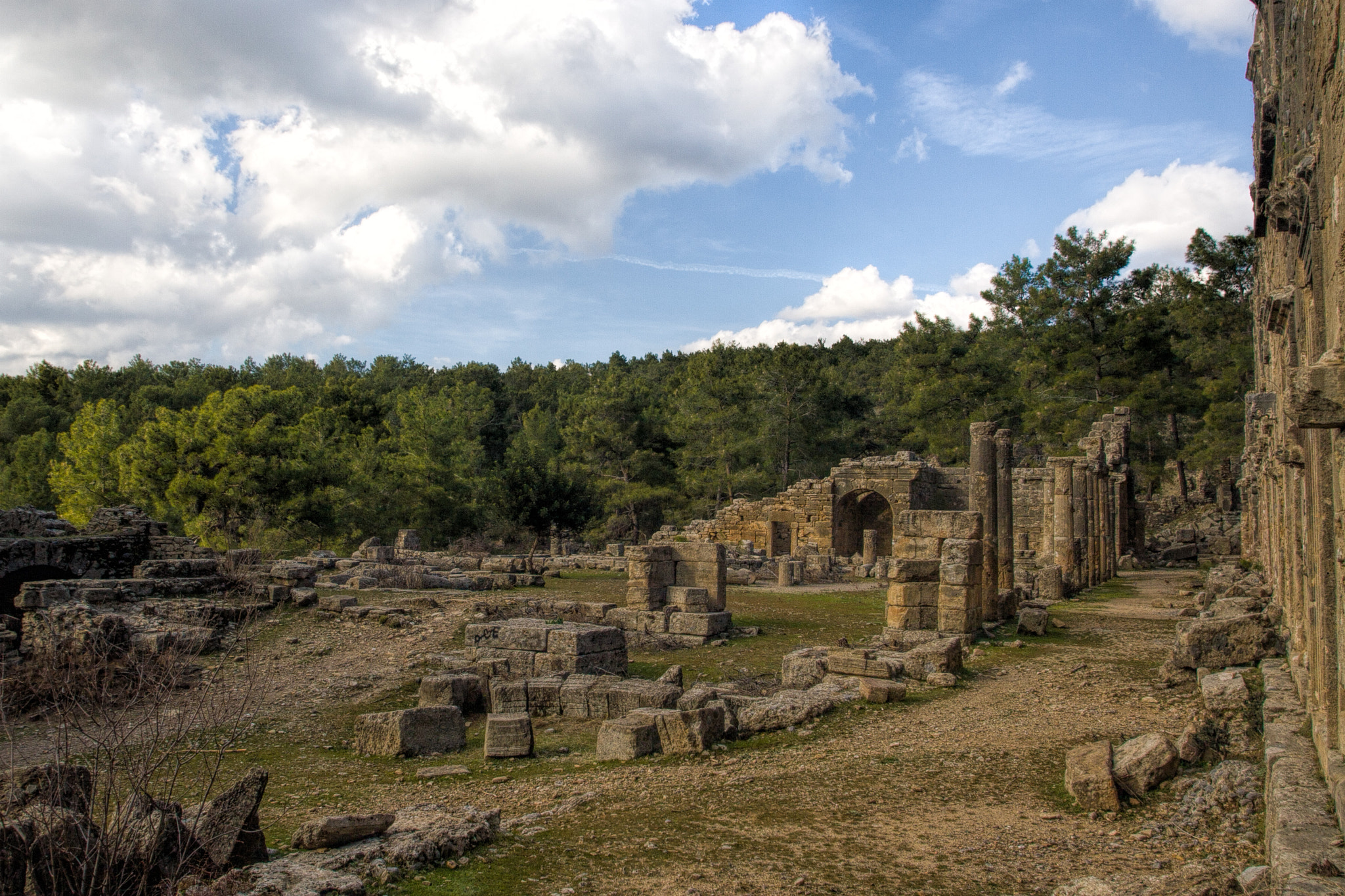
Сосновий ліс навколо античних руїн

"Справжній" середземноморський клімат (Köppen: Csa) поширений на рівні моря від узбережжя Антак'ї до околиць Мугли та на північ до околиць Маніси, що зазвичай вважається його північною межею. Середня температура коливається від 17 °C до 20 °C, взимку середня температура становить близько 7-10 °C, тоді як влітку середня температура становить 26-29 °C. Опадів випадає близько 600-1200 міліметрів, усі у вигляді дощу. Влітку дощів майже не буває, а взимку вони йдуть часто, іноді у великій кількості. Кількість зимових опадів залежить від місцевого рельєфу. В таких місцевостях, як Анталія, випадає майже вдвічі більше опадів, ніж у захищених від штормів місцевостях, таких як Мерсін.
Гори навколо регіону все ще демонструють середземноморський характер опадів, але літо в них більш м'яке, а взимку температура падає нижче 0 °C, створюючи зону оро-середземноморського клімату.
| Клімат Анталії (1991–2020, екстремуми 1930–2020) | Клімат Анталії (1991–2020, екстремуми 1930–2020) | Клімат Анталії (1991–2020, екстремуми 1930–2020) | Клімат Анталії (1991–2020, екстремуми 1930–2020) | Клімат Анталії (1991–2020, екстремуми 1930–2020) | Клімат Анталії (1991–2020, екстремуми 1930–2020) | Клімат Анталії (1991–2020, екстремуми 1930–2020) | Клімат Анталії (1991–2020, екстремуми 1930–2020) | Клімат Анталії (1991–2020, екстремуми 1930–2020) | Клімат Анталії (1991–2020, екстремуми 1930–2020) | Клімат Анталії (1991–2020, екстремуми 1930–2020) | Клімат Анталії (1991–2020, екстремуми 1930–2020) | Клімат Анталії (1991–2020, екстремуми 1930–2020) | Клімат Анталії (1991–2020, екстремуми 1930–2020) |
| Показник                                         | Січ.                                             | Лют.                                             | Бер.                                             | Квіт.                                            | Трав.                                            | Черв.                                            | Лип.                                             | Серп.                                            | Вер.                                             | Жовт.                                            | Лист.                                            | Груд.                                            | Рік                                              |
| Середній максимум, °C                            | 15,0                                             | 15,9                                             | 18,4                                             | 21,8                                             | 26,4                                             | 31,6                                             | 34,9                                             | 34,9                                             | 31,7                                             | 27,3                                             | 21,6                                             | 16,7                                             | 24,7                                             |
| Середня температура, °C                          | 9,8                                              | 10,8                                             | 13,1                                             | 16,4                                             | 20,9                                             | 25,7                                             | 28,9                                             | 29,0                                             | 25,6                                             | 20,9                                             | 15,3                                             | 11,4                                             | 19,0                                             |
| Середній мінімум, °C                             | 5,9                                              | 6,5                                              | 8,3                                              | 11,3                                             | 15,7                                             | 20,1                                             | 23,4                                             | 23,7                                             | 20,1                                             | 15,9                                             | 10,7                                             | 7,5                                              | 14,1                                             |
| Середня кількість сонячних годин на місяць       | 151,9                                            | 161,0                                            | 201,5                                            | 231,0                                            | 291,4                                            | 330,0                                            | 344,1                                            | 325,5                                            | 273,0                                            | 232,5                                            | 177,0                                            | 145,7                                            |                                                  |
| Норма опадів, мм                                 | 210.6                                            | 112.7                                            | 94.5                                             | 63.1                                             | 37.0                                             | 10.1                                             | 4.0                                              | 5.0                                              | 22.0                                             | 76.6                                             | 152.2                                            | 262.2                                            | 1050.0                                           |
| Днів з опадами                                   | 11,50                                            | 9,60                                             | 7,60                                             | 6,43                                             | 4,97                                             | 2,13                                             | 0,67                                             | 0,60                                             | 1,93                                             | 4,87                                             | 7,07                                             | 10,00                                            | 67,4                                             |
| ------------------------------------------------ | ------------------------------------------------ | ------------------------------------------------ | ------------------------------------------------ | ------------------------------------------------ | ------------------------------------------------ | ------------------------------------------------ | ------------------------------------------------ | ------------------------------------------------ | ------------------------------------------------ | ------------------------------------------------ | ------------------------------------------------ | ------------------------------------------------ | ------------------------------------------------ |

### Передсередземноморський клімат

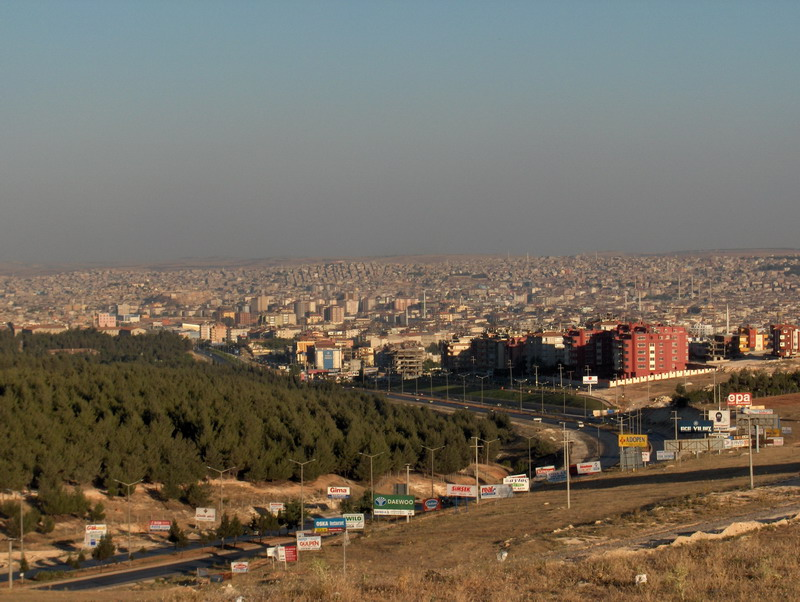
Посухостійкий вторинний сосновий ліс, Газіантеп

Передсередземноморський клімат (тур. Akdeniz sâhil ardı iklimi, Köppen: Csa) поширений у відносно континентальних областях, на які впливає середземноморський клімат, зокрема у внутрішніх районах Егейського регіону та у Південно-Східній Анатолії. Середня температура коливається від 14 °C до 18 °C, причому взимку середня температура становить приблизно 1-6 °C, а літо таке ж спекотне, як в області середземноморського клімату (або ще спекотніше). Опади випадають за загальною схемою середземноморського клімату, але кількість сонячних днів іноді помітно менша, а опадів випадає менше, ніж у середземноморському регіоні, від 400 до 800 мм. У цьому районі також може випадати сніг, на відміну від прибережної області середземноморського клімату.
| Клімат Діярбакира (1991–2020, екстремуми 1929–2020) | Клімат Діярбакира (1991–2020, екстремуми 1929–2020) | Клімат Діярбакира (1991–2020, екстремуми 1929–2020) | Клімат Діярбакира (1991–2020, екстремуми 1929–2020) | Клімат Діярбакира (1991–2020, екстремуми 1929–2020) | Клімат Діярбакира (1991–2020, екстремуми 1929–2020) | Клімат Діярбакира (1991–2020, екстремуми 1929–2020) | Клімат Діярбакира (1991–2020, екстремуми 1929–2020) | Клімат Діярбакира (1991–2020, екстремуми 1929–2020) | Клімат Діярбакира (1991–2020, екстремуми 1929–2020) | Клімат Діярбакира (1991–2020, екстремуми 1929–2020) | Клімат Діярбакира (1991–2020, екстремуми 1929–2020) | Клімат Діярбакира (1991–2020, екстремуми 1929–2020) | Клімат Діярбакира (1991–2020, екстремуми 1929–2020) |
| Показник                                            | Січ.                                                | Лют.                                                | Бер.                                                | Квіт.                                               | Трав.                                               | Черв.                                               | Лип.                                                | Серп.                                               | Вер.                                                | Жовт.                                               | Лист.                                               | Груд.                                               | Рік                                                 |
| Середній максимум, °C                               | 7,3                                                 | 9,6                                                 | 15,0                                                | 20,5                                                | 26,8                                                | 34,4                                                | 38,9                                                | 38,7                                                | 33,4                                                | 25,7                                                | 16,3                                                | 9,2                                                 | 23,0                                                |
| Середня температура, °C                             | 2,1                                                 | 3,8                                                 | 8,7                                                 | 13,5                                                | 18,9                                                | 26,3                                                | 31,0                                                | 30,5                                                | 25,0                                                | 17,8                                                | 9,3                                                 | 3,8                                                 | 15,9                                                |
| Середній мінімум, °C                                | −2                                                  | −1,1                                                | 2,6                                                 | 6,6                                                 | 10,9                                                | 16,8                                                | 21,7                                                | 21,2                                                | 15,9                                                | 10,4                                                | 3,8                                                 | −0,5                                                | 8,9                                                 |
| Середня кількість сонячних годин на місяць          | 124,0                                               | 135,6                                               | 173,6                                               | 210,0                                               | 282,1                                               | 348,0                                               | 362,7                                               | 341,0                                               | 279,0                                               | 220,1                                               | 165,0                                               | 114,7                                               |                                                     |
| Норма опадів, мм                                    | 63.6                                                | 66.8                                                | 67.5                                                | 63.1                                                | 50.0                                                | 10.8                                                | 1.0                                                 | 0.4                                                 | 8.4                                                 | 37.3                                                | 54.3                                                | 75.2                                                | 498.4                                               |
| Днів з опадами                                      | 11,77                                               | 11,10                                               | 12,80                                               | 12,43                                               | 11,40                                               | 3,80                                                | 0,83                                                | 0,60                                                | 2,13                                                | 7,00                                                | 8,20                                                | 11,83                                               | 93,9                                                |
| --------------------------------------------------- | --------------------------------------------------- | --------------------------------------------------- | --------------------------------------------------- | --------------------------------------------------- | --------------------------------------------------- | --------------------------------------------------- | --------------------------------------------------- | --------------------------------------------------- | --------------------------------------------------- | --------------------------------------------------- | --------------------------------------------------- | --------------------------------------------------- | --------------------------------------------------- |

## Перехідна зона

### Помірний клімат Мармурового моря з посушливим літом

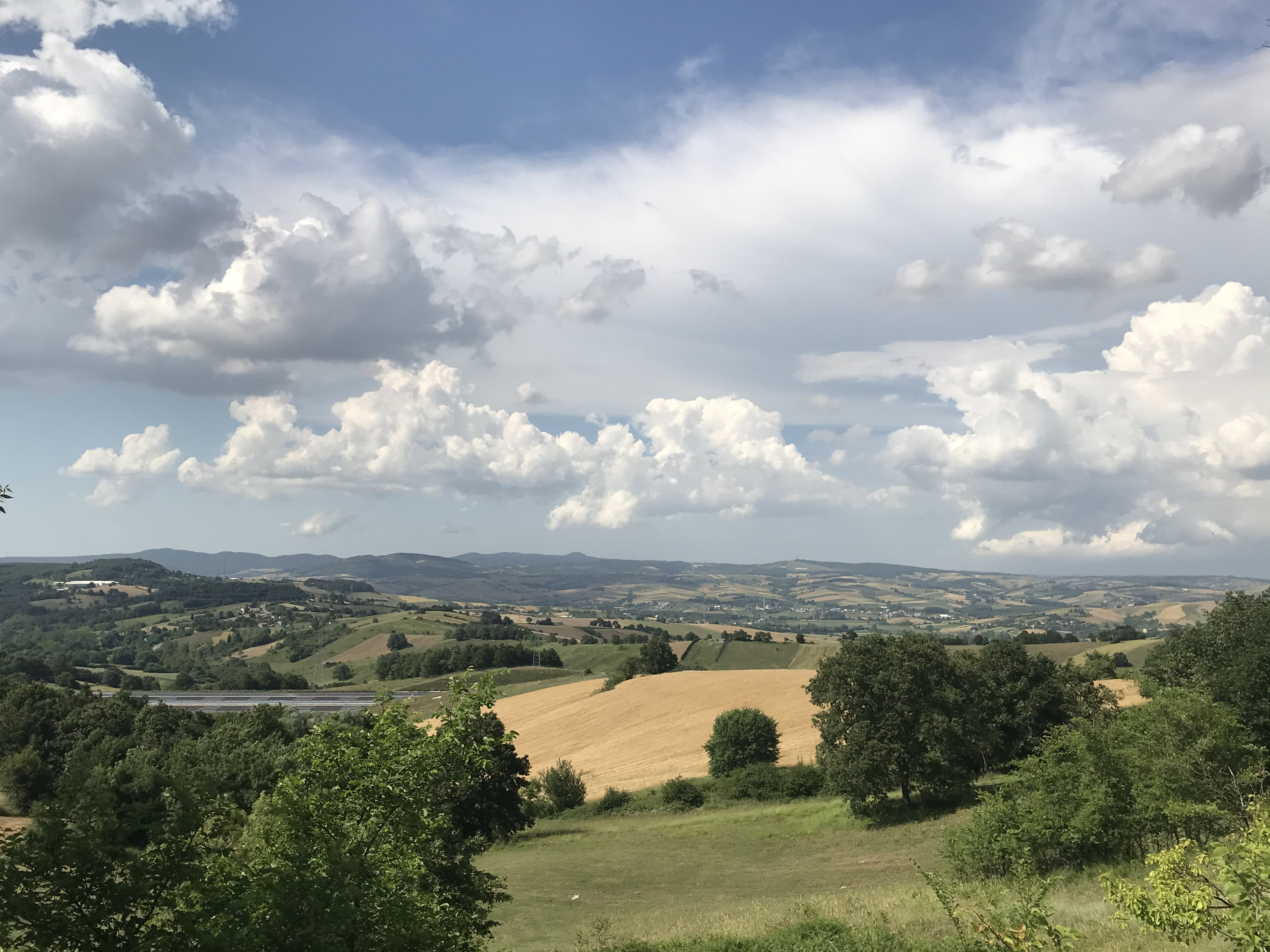
Субсередземноморський листяний ліс, Ізміт

Клімат Мармурового моря (тур. Marmara geçiş iklimi, Köppen: Csa/Csb/Cfa/Cfb) має складний, перехідний характер з великим різноманіттям мікрокліматів. Область цього клімату оточує Мармурове море, охоплюючи Бурсу, Біледжик, південний Ізміт і Стамбул, а також Текірдаг. На рівні моря цей клімат має мезо- або супра-середземноморські риси. Рослинність на рівні моря в цій області подібна до низькогірської рослинності "справжнього" середземноморського регіону і представлена посухостійкими вічнозеленими дубовими лісами, серед яких зустрічаються мезофільні дерева, такі як буки. Тому в турецьких джерелах клімат Мармурового моря зазвичай вважається помірним, а не субтропічним. Бон в огляді європейської рослинності та клімату називає цей клімат "субконтинентальним субсередземноморським".
Середня температура на рівні моря тут коливається в межах 12-15 °C. Літо, як правило, прохолодне для Середземномор’я, але тепле, як для морського клімату, із середньою температурою близько 20-25 °C, з коливаннями на мікрокліматичному рівні. Взимку середня температура становить 2-6 °C, із помітним зниженням углиб країни. Опадів випадає 600–1100 мм. Зима дуже похмура, за кількістю дощових днів вона значно перевершує більшу частину Європи. Час від часу випадає сніг, часто під впливом моря. Літо помірно сухе, іноді з сильними грозами. На сході, біля межі з областю чорноморського клімату пік активності гроз припадає на початок та на кінець літа.
В горах цього регіону, зокрема в Улудазі, клімат дуже швидко переходить у субальпійський.
| Клімат Стамбула (1991–2020)                | Клімат Стамбула (1991–2020) | Клімат Стамбула (1991–2020) | Клімат Стамбула (1991–2020) | Клімат Стамбула (1991–2020) | Клімат Стамбула (1991–2020) | Клімат Стамбула (1991–2020) | Клімат Стамбула (1991–2020) | Клімат Стамбула (1991–2020) | Клімат Стамбула (1991–2020) | Клімат Стамбула (1991–2020) | Клімат Стамбула (1991–2020) | Клімат Стамбула (1991–2020) | Клімат Стамбула (1991–2020) |
| Показник                                   | Січ.                        | Лют.                        | Бер.                        | Квіт.                       | Трав.                       | Черв.                       | Лип.                        | Серп.                       | Вер.                        | Жовт.                       | Лист.                       | Груд.                       | Рік                         |
| Середній максимум, °C                      | 8,8                         | 9,4                         | 12,0                        | 16,1                        | 21,0                        | 25,7                        | 28,0                        | 28,2                        | 24,6                        | 19,9                        | 15,0                        | 10,7                        |                             |
| Середня температура, °C                    | 5,9                         | 6,1                         | 8,0                         | 11,5                        | 16,3                        | 21,1                        | 23,7                        | 24,2                        | 20,5                        | 16,2                        | 11,7                        | 7,9                         |                             |
| Середній мінімум, °C                       | 3,6                         | 3,5                         | 4,9                         | 8,1                         | 12,8                        | 17,4                        | 20,3                        | 21,2                        | 17,4                        | 13,6                        | 9,2                         | 5,5                         | 11,0                        |
| Середня кількість сонячних годин на місяць | 68,2                        | 89,6                        | 142,6                       | 180,0                       | 248,0                       | 297,6                       | 319,3                       | 288,3                       | 234,0                       | 158,1                       | 93,0                        | 62,0                        |                             |
| Норма опадів, мм                           | 96.1                        | 87.7                        | 69.8                        | 45.1                        | 37.1                        | 44.7                        | 36.3                        | 43.5                        | 81.3                        | 98.3                        | 100.5                       | 124.8                       |                             |
| Днів з опадами                             | 16,9                        | 15,2                        | 13,2                        | 10,0                        | 7,4                         | 7,0                         | 4,7                         | 5,1                         | 8,1                         | 12,3                        | 13,9                        | 17,5                        | 131,3                       |
| ------------------------------------------ | --------------------------- | --------------------------- | --------------------------- | --------------------------- | --------------------------- | --------------------------- | --------------------------- | --------------------------- | --------------------------- | --------------------------- | --------------------------- | --------------------------- | --------------------------- |
| Джерело:                                   |                             |                             |                             |                             |                             |                             |                             |                             |                             |                             |                             |                             |                             |

### Субгумідний клімат Фракії

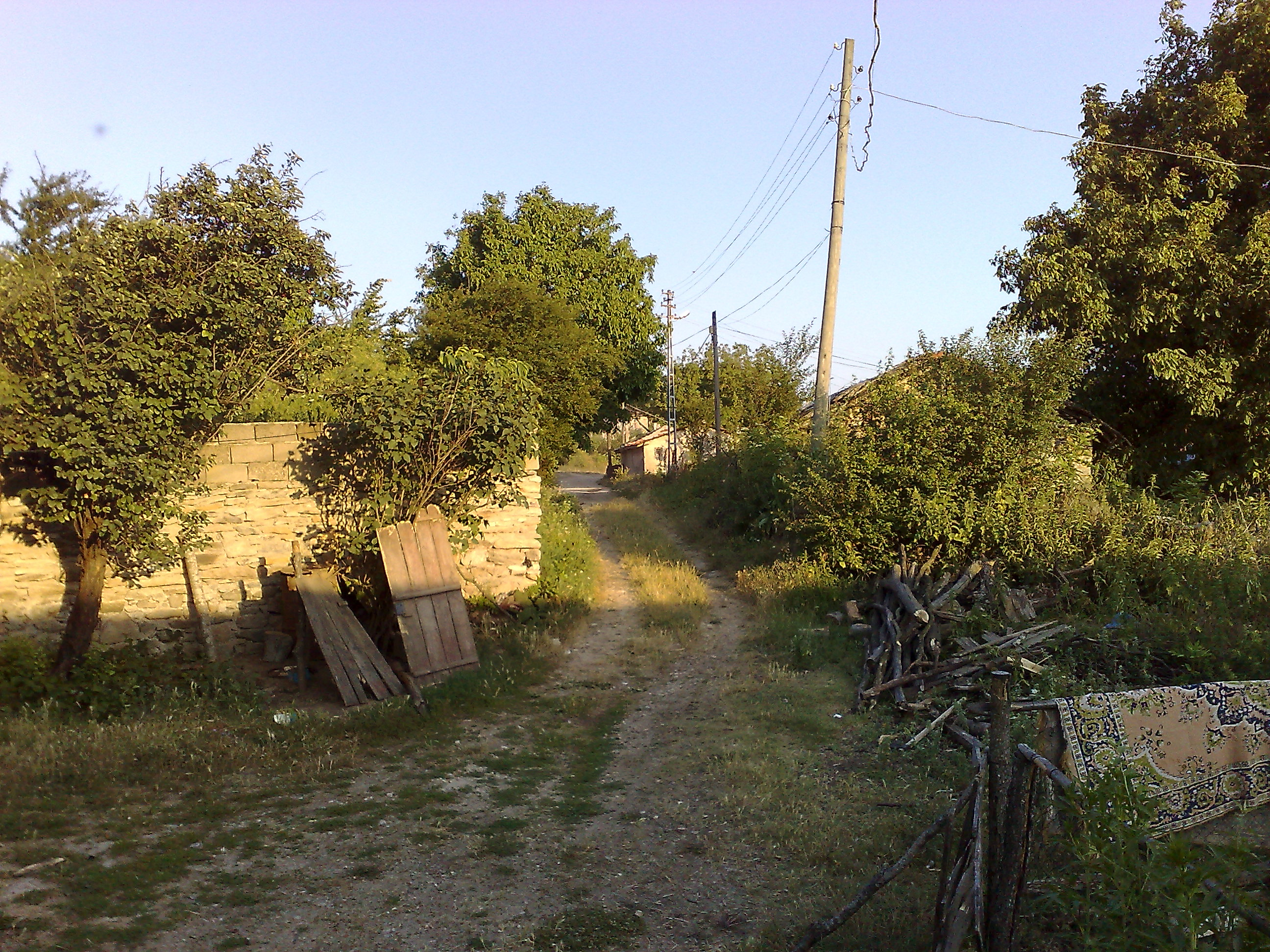
Кущі та невисокі дерева, Киркларелі

Внутрішні регіони Східної Фракії, що лежать на північний захід від Мармурового моря, характеризуються перехідним субгумідним (помірно вологим) кліматом (Köppen: Csa/Cfa). Середні температури тут загалом подібні до температур кліматичної області Мармурового моря, однак зими більш холодні і сніжні, а літо більш спекотне. Рослинність регіону передстепова, переважно представлена дубовою саваною .
Клімат Фракії також схожий на передсередземноморський клімат, однак відрізняється меншою кількістю сонячних днів, меншою кількістю зимових опадів та більш м'яким і вологим літом. Сезон гроз у цьому регіоні починається трохи раніше, ніж в області навколо Мармурового моря, а його пік припадає на травень та початок червня.
| Клімат Киркларелі (1991–2020, екстремуми 1959–2020) | Клімат Киркларелі (1991–2020, екстремуми 1959–2020) | Клімат Киркларелі (1991–2020, екстремуми 1959–2020) | Клімат Киркларелі (1991–2020, екстремуми 1959–2020) | Клімат Киркларелі (1991–2020, екстремуми 1959–2020) | Клімат Киркларелі (1991–2020, екстремуми 1959–2020) | Клімат Киркларелі (1991–2020, екстремуми 1959–2020) | Клімат Киркларелі (1991–2020, екстремуми 1959–2020) | Клімат Киркларелі (1991–2020, екстремуми 1959–2020) | Клімат Киркларелі (1991–2020, екстремуми 1959–2020) | Клімат Киркларелі (1991–2020, екстремуми 1959–2020) | Клімат Киркларелі (1991–2020, екстремуми 1959–2020) | Клімат Киркларелі (1991–2020, екстремуми 1959–2020) | Клімат Киркларелі (1991–2020, екстремуми 1959–2020) |
| Показник                                            | Січ.                                                | Лют.                                                | Бер.                                                | Квіт.                                               | Трав.                                               | Черв.                                               | Лип.                                                | Серп.                                               | Вер.                                                | Жовт.                                               | Лист.                                               | Груд.                                               | Рік                                                 |
| Середній максимум, °C                               | 7,2                                                 | 9,2                                                 | 12,8                                                | 18,4                                                | 24,0                                                | 28,7                                                | 31,3                                                | 31,5                                                | 26,6                                                | 20,1                                                | 14,0                                                | 8,7                                                 | 19,4                                                |
| Середня температура, °C                             | 3,3                                                 | 4,5                                                 | 7,5                                                 | 12,4                                                | 17,6                                                | 22,1                                                | 24,6                                                | 24,6                                                | 19,9                                                | 14,6                                                | 9,5                                                 | 5,0                                                 | 13,8                                                |
| Середній мінімум, °C                                | 0,3                                                 | 1,0                                                 | 3,4                                                 | 7,3                                                 | 12,0                                                | 16,1                                                | 18,4                                                | 18,6                                                | 14,5                                                | 10,3                                                | 6,0                                                 | 2,1                                                 | 9,2                                                 |
| Середня кількість сонячних годин на місяць          | 71,3                                                | 81,9                                                | 130,2                                               | 165,0                                               | 226,3                                               | 234,0                                               | 266,6                                               | 266,6                                               | 189,0                                               | 136,4                                               | 90,0                                                | 65,1                                                |                                                     |
| Норма опадів, мм                                    | 61.9                                                | 48.3                                                | 48.8                                                | 39.1                                                | 53.6                                                | 56.2                                                | 34.2                                                | 19.1                                                | 39.9                                                | 60.6                                                | 62.4                                                | 61.7                                                | 585.8                                               |
| Днів з опадами                                      | 9,93                                                | 8,73                                                | 10,20                                               | 10,50                                               | 10,43                                               | 9,07                                                | 5,67                                                | 3,67                                                | 5,70                                                | 8,67                                                | 9,07                                                | 11,13                                               | 102,8                                               |
| --------------------------------------------------- | --------------------------------------------------- | --------------------------------------------------- | --------------------------------------------------- | --------------------------------------------------- | --------------------------------------------------- | --------------------------------------------------- | --------------------------------------------------- | --------------------------------------------------- | --------------------------------------------------- | --------------------------------------------------- | --------------------------------------------------- | --------------------------------------------------- | --------------------------------------------------- |

## Вологий морський клімат

### Західно-Понтійський клімат

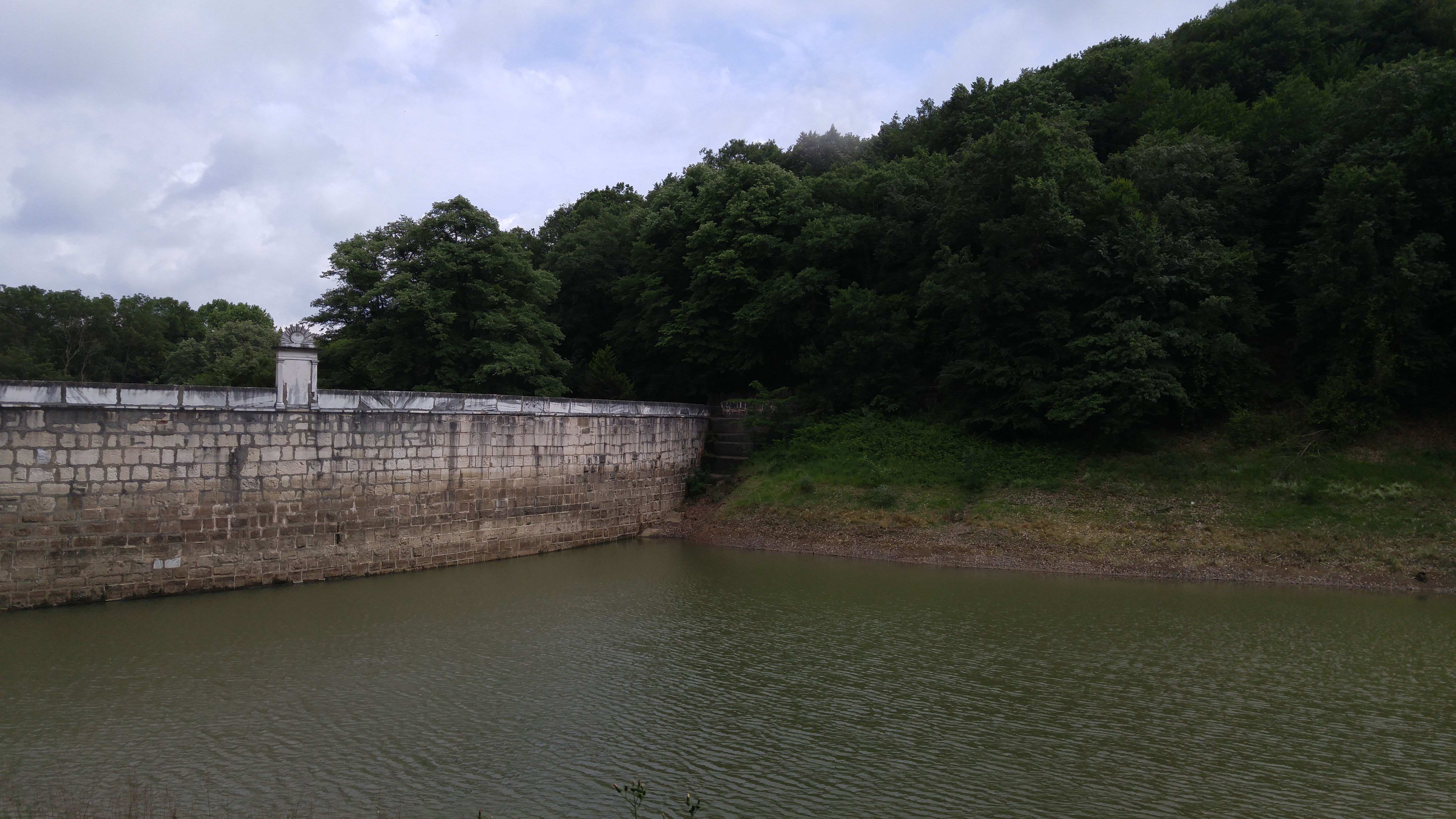
Мішаний дубово-буковий ліс на північ від Стамбула

М'який, вологий помірний клімат (Köppen: Cfa/Cfb) поширений від північного узбережжя Стамбула вздовж узбережжя Чорного моря до Інеболу. Рослинність представлена листяними лісами і нагадує супра-середземноморську зону на рівні моря, хоча належить до іншої флористичної зони — евксинської.
Середня температура коливається в межах 12-14 °C на рівні моря. Влітку середня температура становить близько 20-23 °C, а взимку – близько 4-6 °C. Опадів випадає багато (близько 900-1500 мм) і вони розподілені протягом року. Посухи трапляються навесні, а не влітку. Взимку випадає приблизно стільки ж снігу, скільки в регіоні Мармурового моря, але на снігопади тут впливають фени.
| Клімат Зонгулдака (1991–2020, екстремуми 1939–2020) | Клімат Зонгулдака (1991–2020, екстремуми 1939–2020) | Клімат Зонгулдака (1991–2020, екстремуми 1939–2020) | Клімат Зонгулдака (1991–2020, екстремуми 1939–2020) | Клімат Зонгулдака (1991–2020, екстремуми 1939–2020) | Клімат Зонгулдака (1991–2020, екстремуми 1939–2020) | Клімат Зонгулдака (1991–2020, екстремуми 1939–2020) | Клімат Зонгулдака (1991–2020, екстремуми 1939–2020) | Клімат Зонгулдака (1991–2020, екстремуми 1939–2020) | Клімат Зонгулдака (1991–2020, екстремуми 1939–2020) | Клімат Зонгулдака (1991–2020, екстремуми 1939–2020) | Клімат Зонгулдака (1991–2020, екстремуми 1939–2020) | Клімат Зонгулдака (1991–2020, екстремуми 1939–2020) | Клімат Зонгулдака (1991–2020, екстремуми 1939–2020) |
| Показник                                            | Січ.                                                | Лют.                                                | Бер.                                                | Квіт.                                               | Трав.                                               | Черв.                                               | Лип.                                                | Серп.                                               | Вер.                                                | Жовт.                                               | Лист.                                               | Груд.                                               | Рік                                                 |
| Середній максимум, °C                               | 9,2                                                 | 9,7                                                 | 11,7                                                | 15,2                                                | 19,3                                                | 23,6                                                | 25,8                                                | 26,2                                                | 23,2                                                | 19,2                                                | 15,2                                                | 11,5                                                | 17,5                                                |
| Середня температура, °C                             | 6,3                                                 | 6,4                                                 | 8,1                                                 | 11,5                                                | 15,7                                                | 19,9                                                | 22,4                                                | 22,7                                                | 19,5                                                | 15,7                                                | 11,7                                                | 8,3                                                 | 14,0                                                |
| Середній мінімум, °C                                | 3,8                                                 | 3,6                                                 | 5,2                                                 | 8,3                                                 | 12,6                                                | 16,5                                                | 18,8                                                | 19,2                                                | 16,1                                                | 12,8                                                | 8,9                                                 | 5,7                                                 | 11,0                                                |
| Середня кількість сонячних годин на місяць          | 62,0                                                | 73,5                                                | 108,5                                               | 153,0                                               | 195,3                                               | 243,0                                               | 275,9                                               | 257,3                                               | 189,0                                               | 130,2                                               | 90,0                                                | 65,1                                                |                                                     |
| Норма опадів, мм                                    | 127.7                                               | 93.9                                                | 96.4                                                | 57.1                                                | 59.5                                                | 83.0                                                | 69.7                                                | 81.6                                                | 125.9                                               | 147.5                                               | 134.5                                               | 161.8                                               | 1238.6                                              |
| Днів з опадами                                      | 18,13                                               | 15,93                                               | 15,60                                               | 12,73                                               | 11,37                                               | 9,33                                                | 7,17                                                | 7,03                                                | 10,17                                               | 12,80                                               | 13,60                                               | 18,30                                               | 152,2                                               |
| --------------------------------------------------- | --------------------------------------------------- | --------------------------------------------------- | --------------------------------------------------- | --------------------------------------------------- | --------------------------------------------------- | --------------------------------------------------- | --------------------------------------------------- | --------------------------------------------------- | --------------------------------------------------- | --------------------------------------------------- | --------------------------------------------------- | --------------------------------------------------- | --------------------------------------------------- |

### Центрально-Понтійський клімат

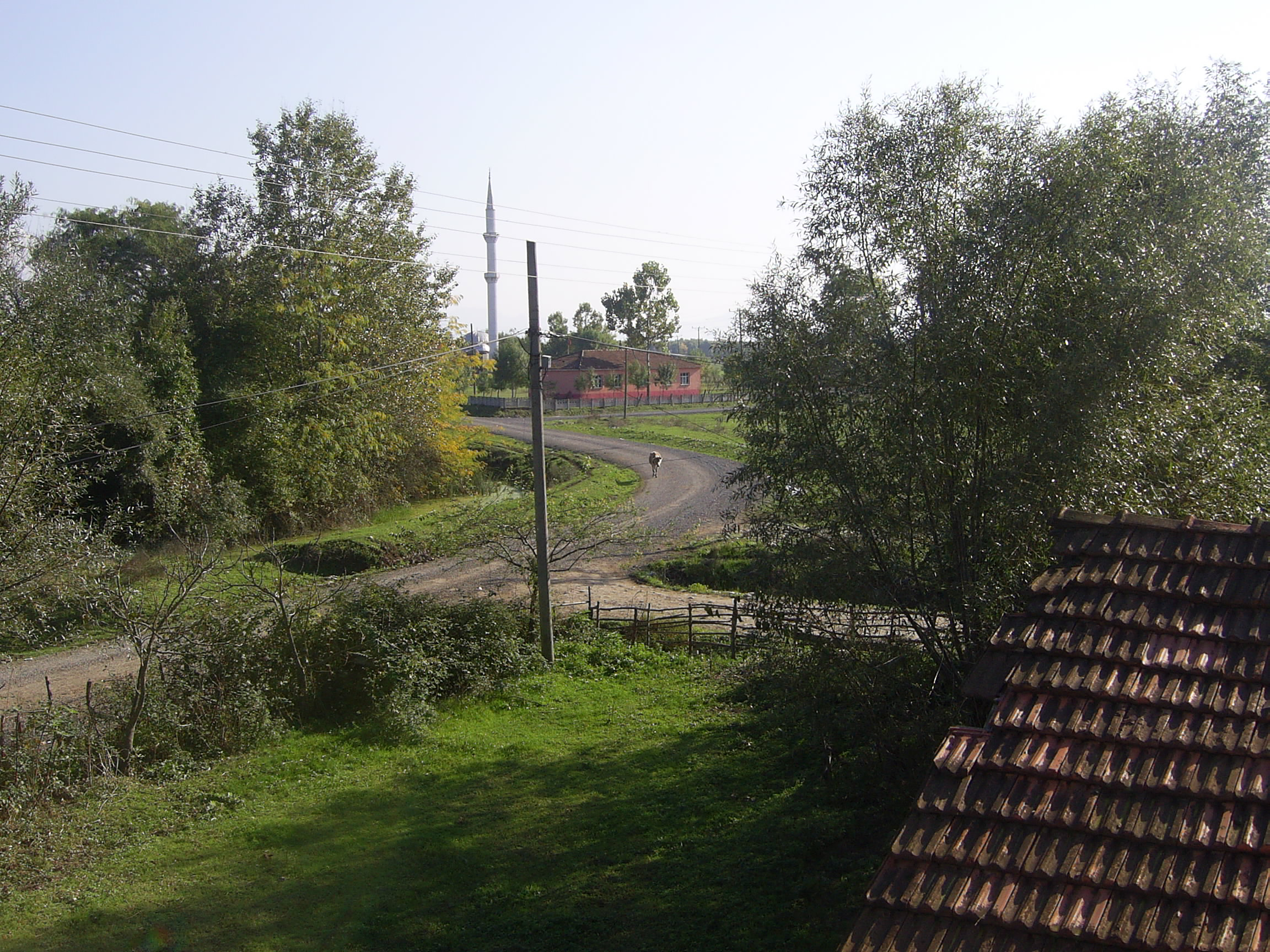
Помірна і мезо-середземноморська рослинність, Самсун

У захищених місцевостях навколо Сінопа та Самсуна поширений центрально-понтійський клімат (Köppen: Cfa), помітно сухіший і тепліший, ніж західно-понтійський, але дещо прохолодніший і набагато сухіший, ніж східно-понтійський. Мезо-середземноморська рослинність тут співіснує з широколистяними лісами. Середня температура коливається від 13 °C до 15 °C, середня літня температура — від 22 °C до 25 °C, а середня зимова температура — від 6 °C до 8 °C. Розподіл опадів відповідає загальному розподілу в регіоні, а їх кількість невелика.
| Клімат Сінопа (1991–2020, екстремуми 1936–2020) | Клімат Сінопа (1991–2020, екстремуми 1936–2020) | Клімат Сінопа (1991–2020, екстремуми 1936–2020) | Клімат Сінопа (1991–2020, екстремуми 1936–2020) | Клімат Сінопа (1991–2020, екстремуми 1936–2020) | Клімат Сінопа (1991–2020, екстремуми 1936–2020) | Клімат Сінопа (1991–2020, екстремуми 1936–2020) | Клімат Сінопа (1991–2020, екстремуми 1936–2020) | Клімат Сінопа (1991–2020, екстремуми 1936–2020) | Клімат Сінопа (1991–2020, екстремуми 1936–2020) | Клімат Сінопа (1991–2020, екстремуми 1936–2020) | Клімат Сінопа (1991–2020, екстремуми 1936–2020) | Клімат Сінопа (1991–2020, екстремуми 1936–2020) | Клімат Сінопа (1991–2020, екстремуми 1936–2020) |
| Показник                                        | Січ.                                            | Лют.                                            | Бер.                                            | Квіт.                                           | Трав.                                           | Черв.                                           | Лип.                                            | Серп.                                           | Вер.                                            | Жовт.                                           | Лист.                                           | Груд.                                           | Рік                                             |
| Середній максимум, °C                           | 9,7                                             | 9,8                                             | 11,3                                            | 14,5                                            | 19,0                                            | 24,0                                            | 26,8                                            | 27,6                                            | 24,1                                            | 19,9                                            | 15,6                                            | 12,0                                            | 17,9                                            |
| Середня температура, °C                         | 7,1                                             | 6,8                                             | 8,1                                             | 11,0                                            | 15,5                                            | 20,5                                            | 23,6                                            | 24,3                                            | 20,8                                            | 16,9                                            | 12,6                                            | 9,2                                             | 14,7                                            |
| Середній мінімум, °C                            | 4,9                                             | 4,4                                             | 5,6                                             | 8,4                                             | 12,7                                            | 17,6                                            | 20,6                                            | 21,4                                            | 18,1                                            | 14,4                                            | 10,0                                            | 6,9                                             | 12,1                                            |
| Середня кількість сонячних годин на місяць      | 62,0                                            | 76,3                                            | 117,8                                           | 159,0                                           | 186,0                                           | 234,0                                           | 269,7                                           | 248,0                                           | 183,0                                           | 124,0                                           | 87,0                                            | 58,9                                            |                                                 |
| Норма опадів, мм                                | 73.4                                            | 54.4                                            | 60.1                                            | 37.3                                            | 34.5                                            | 39.1                                            | 35.5                                            | 37.2                                            | 74.6                                            | 94.4                                            | 82.9                                            | 104.4                                           | 727.8                                           |
| Днів з опадами                                  | 15,80                                           | 13,00                                           | 13,77                                           | 11,37                                           | 10,17                                           | 8,47                                            | 5,83                                            | 6,30                                            | 10,10                                           | 12,73                                           | 12,17                                           | 16,13                                           | 135,8                                           |
| ----------------------------------------------- | ----------------------------------------------- | ----------------------------------------------- | ----------------------------------------------- | ----------------------------------------------- | ----------------------------------------------- | ----------------------------------------------- | ----------------------------------------------- | ----------------------------------------------- | ----------------------------------------------- | ----------------------------------------------- | ----------------------------------------------- | ----------------------------------------------- | ----------------------------------------------- |

### Східно-Понтійський клімат

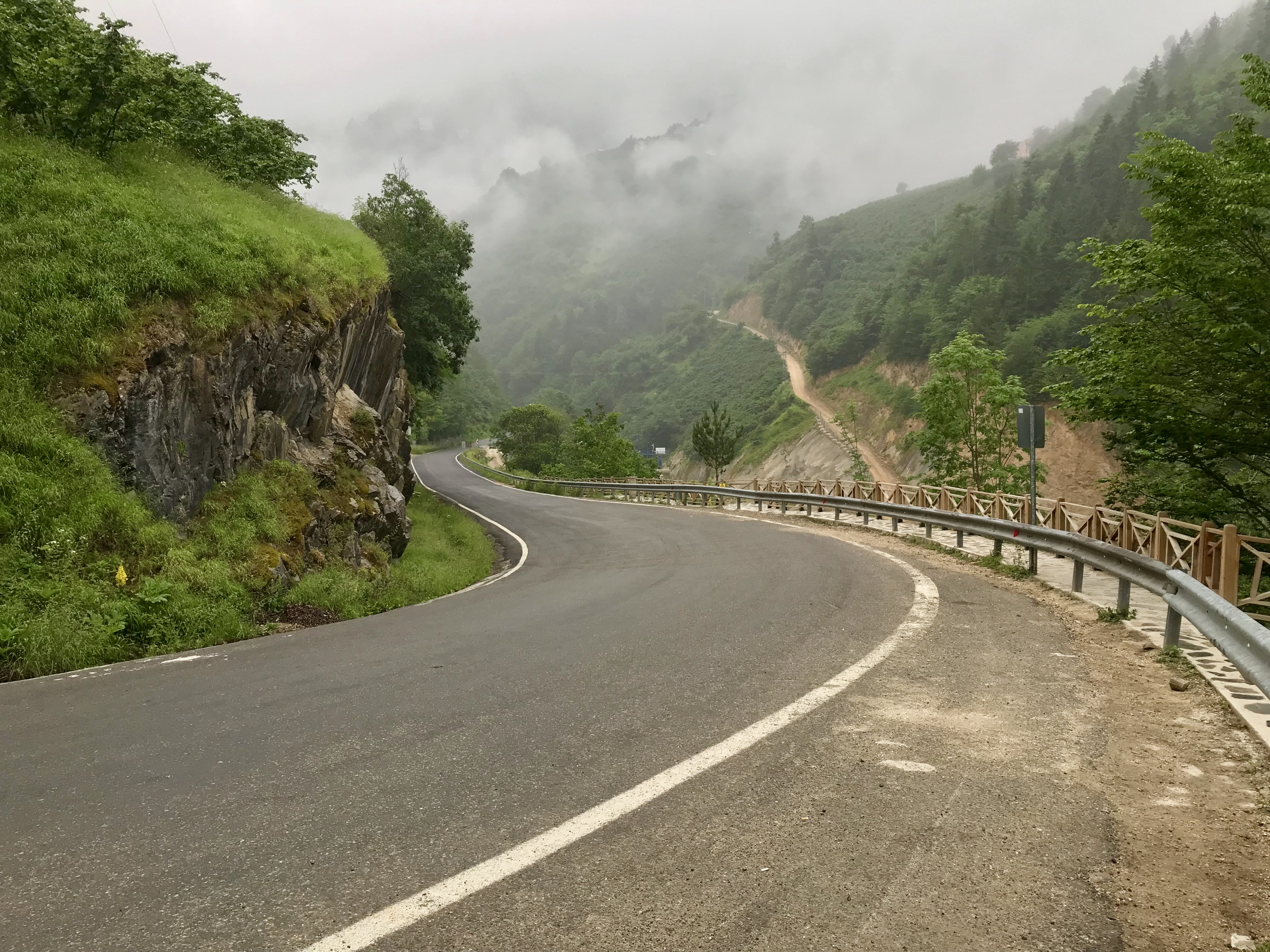
Помірні дощові ліси, Гіресун

Оскільки узбережжя Чорного моря знову простягається з південного заходу на північний схід, кількість опадів у цій області збільшується, що призводить до формування майже субтропічного, надзвичайно вологого східно-понтійського клімату (Köppen: Cfa). Тут поширені помірні дощові ліси. Середня температура дещо вища, ніж у перехідній зоні на заході, але кількість опадів набагато більша — 1500-2500 мм. Опади йдуть майже протягом всього року, а їх інтенсивність лише незначно коливається і дещо знижується навесні. У деяких частинах регіону кількість сонячних годин на рік становить менше 1200, що є набагато нижче за показники Західної Європи та співставне з приполярними регіонами  .
В горах цього регіону поширений дуже вологий альпійський клімат. Зелені луки-яйли тут чергуються з криволіссям та хвойними лісами.
| Клімат Різе (1991–2020, екстремуми 1928–2020) | Клімат Різе (1991–2020, екстремуми 1928–2020) | Клімат Різе (1991–2020, екстремуми 1928–2020) | Клімат Різе (1991–2020, екстремуми 1928–2020) | Клімат Різе (1991–2020, екстремуми 1928–2020) | Клімат Різе (1991–2020, екстремуми 1928–2020) | Клімат Різе (1991–2020, екстремуми 1928–2020) | Клімат Різе (1991–2020, екстремуми 1928–2020) | Клімат Різе (1991–2020, екстремуми 1928–2020) | Клімат Різе (1991–2020, екстремуми 1928–2020) | Клімат Різе (1991–2020, екстремуми 1928–2020) | Клімат Різе (1991–2020, екстремуми 1928–2020) | Клімат Різе (1991–2020, екстремуми 1928–2020) | Клімат Різе (1991–2020, екстремуми 1928–2020) |
| Показник                                      | Січ.                                          | Лют.                                          | Бер.                                          | Квіт.                                         | Трав.                                         | Черв.                                         | Лип.                                          | Серп.                                         | Вер.                                          | Жовт.                                         | Лист.                                         | Груд.                                         | Рік                                           |
| Середній максимум, °C                         | 11,0                                          | 11,1                                          | 12,9                                          | 15,9                                          | 20,2                                          | 24,9                                          | 27,4                                          | 28,1                                          | 25,4                                          | 21,4                                          | 16,7                                          | 13,0                                          | 19,0                                          |
| Середня температура, °C                       | 6,9                                           | 6,8                                           | 8,7                                           | 11,8                                          | 16,6                                          | 21,2                                          | 23,8                                          | 24,5                                          | 21,2                                          | 17,2                                          | 12,1                                          | 8,7                                           | 15,0                                          |
| Середній мінімум, °C                          | 3,9                                           | 3,7                                           | 5,4                                           | 8,5                                           | 13,2                                          | 17,5                                          | 20,5                                          | 21,2                                          | 17,7                                          | 13,9                                          | 8,8                                           | 5,6                                           | 11,7                                          |
| Середня кількість сонячних годин на місяць    | 62,0                                          | 84,8                                          | 114,7                                         | 144,0                                         | 179,8                                         | 195,0                                         | 176,7                                         | 161,2                                         | 156,0                                         | 127,1                                         | 87,0                                          | 58,9                                          |                                               |
| Норма опадів, мм                              | 223.1                                         | 170.5                                         | 154.0                                         | 90.5                                          | 96.6                                          | 148.4                                         | 163.4                                         | 192.5                                         | 265.1                                         | 307.3                                         | 246.0                                         | 252.1                                         | 2309.5                                        |
| Днів з опадами                                | 15,53                                         | 14,43                                         | 16,83                                         | 15,63                                         | 15,73                                         | 15,97                                         | 14,37                                         | 15,10                                         | 15,27                                         | 15,73                                         | 13,60                                         | 15,27                                         | 183,5                                         |
| --------------------------------------------- | --------------------------------------------- | --------------------------------------------- | --------------------------------------------- | --------------------------------------------- | --------------------------------------------- | --------------------------------------------- | --------------------------------------------- | --------------------------------------------- | --------------------------------------------- | --------------------------------------------- | --------------------------------------------- | --------------------------------------------- | --------------------------------------------- |

## Континентальний клімат

### Передпонтійський субгумідний континентальний клімат

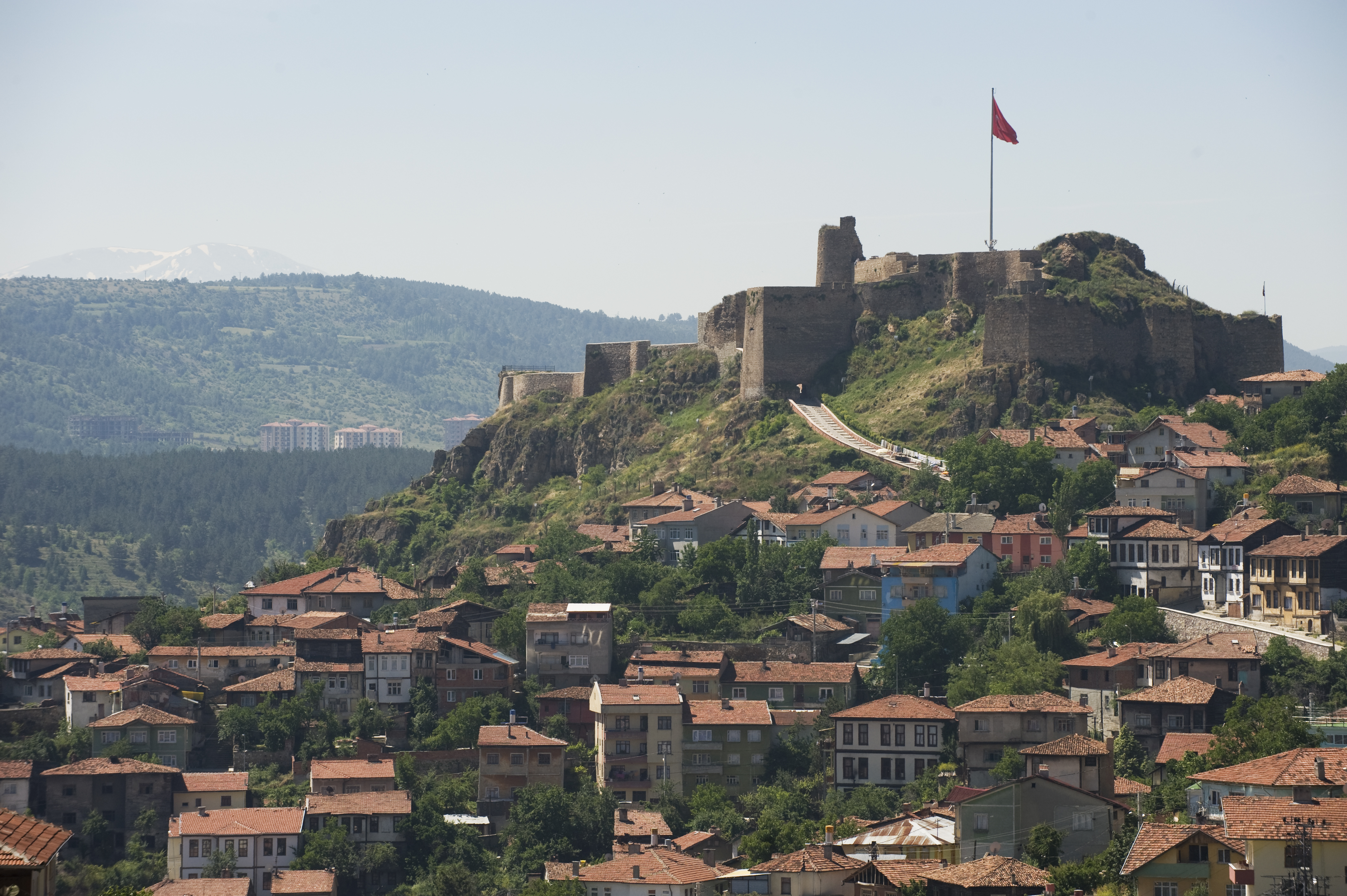
Центр міста Кастамону

Між областю вологого понтійського клімату та напівпосушливими районами в глибині Анатолії, зокрема в околицях Кастамону, лежить область субгумідного (помірно вологого) континентального клімату (тур. Karadeniz sâhil ardı iklimi. Köppen: Dfb). Середня температура тут коливається від 8 °C до 11 °C. Середня температура найспекотнішого місяця становить 18-21 °C, а взимку температура опускається трохи нижче 0 °C. Опадів випадає близько 500 мм. Навесні триває сезон гроз.
| Клімат Кастамону (1991–2020, екстремуми 1930–2020) | Клімат Кастамону (1991–2020, екстремуми 1930–2020) | Клімат Кастамону (1991–2020, екстремуми 1930–2020) | Клімат Кастамону (1991–2020, екстремуми 1930–2020) | Клімат Кастамону (1991–2020, екстремуми 1930–2020) | Клімат Кастамону (1991–2020, екстремуми 1930–2020) | Клімат Кастамону (1991–2020, екстремуми 1930–2020) | Клімат Кастамону (1991–2020, екстремуми 1930–2020) | Клімат Кастамону (1991–2020, екстремуми 1930–2020) | Клімат Кастамону (1991–2020, екстремуми 1930–2020) | Клімат Кастамону (1991–2020, екстремуми 1930–2020) | Клімат Кастамону (1991–2020, екстремуми 1930–2020) | Клімат Кастамону (1991–2020, екстремуми 1930–2020) | Клімат Кастамону (1991–2020, екстремуми 1930–2020) |
| Показник                                           | Січ.                                               | Лют.                                               | Бер.                                               | Квіт.                                              | Трав.                                              | Черв.                                              | Лип.                                               | Серп.                                              | Вер.                                               | Жовт.                                              | Лист.                                              | Груд.                                              | Рік                                                |
| Середній максимум, °C                              | 3,6                                                | 6,9                                                | 11,5                                               | 17,0                                               | 21,7                                               | 25,3                                               | 28,8                                               | 29,1                                               | 24,6                                               | 18,7                                               | 11,2                                               | 4,8                                                | 16,9                                               |
| Середня температура, °C                            | −0,6                                               | 1,1                                                | 4,8                                                | 9,5                                                | 14,2                                               | 17,7                                               | 20,5                                               | 20,5                                               | 16,2                                               | 11,2                                               | 4,9                                                | 0,7                                                | 10,1                                               |
| Середній мінімум, °C                               | −3,8                                               | −3,1                                               | −0,4                                               | 3,4                                                | 7,7                                                | 11,0                                               | 13,0                                               | 13,1                                               | 9,5                                                | 5,9                                                | 0,5                                                | −2,4                                               | 4,5                                                |
| Середня кількість сонячних годин на місяць         | 62,0                                               | 96,1                                               | 127,1                                              | 162,0                                              | 198,4                                              | 222,0                                              | 272,8                                              | 266,6                                              | 192,0                                              | 148,8                                              | 105,0                                              | 55,8                                               |                                                    |
| Норма опадів, мм                                   | 29.4                                               | 28.1                                               | 38.5                                               | 50.5                                               | 77.9                                               | 89.6                                               | 36.0                                               | 38.2                                               | 38.7                                               | 34.8                                               | 27.5                                               | 36.1                                               | 525.3                                              |
| Днів з опадами                                     | 11,20                                              | 10,30                                              | 11,87                                              | 13,13                                              | 15,23                                              | 12,70                                              | 6,90                                               | 6,53                                               | 7,37                                               | 9,87                                               | 8,97                                               | 11,37                                              | 125,4                                              |
| -------------------------------------------------- | -------------------------------------------------- | -------------------------------------------------- | -------------------------------------------------- | -------------------------------------------------- | -------------------------------------------------- | -------------------------------------------------- | -------------------------------------------------- | -------------------------------------------------- | -------------------------------------------------- | -------------------------------------------------- | -------------------------------------------------- | -------------------------------------------------- | -------------------------------------------------- |

### Північно-східний різко континентальний клімат

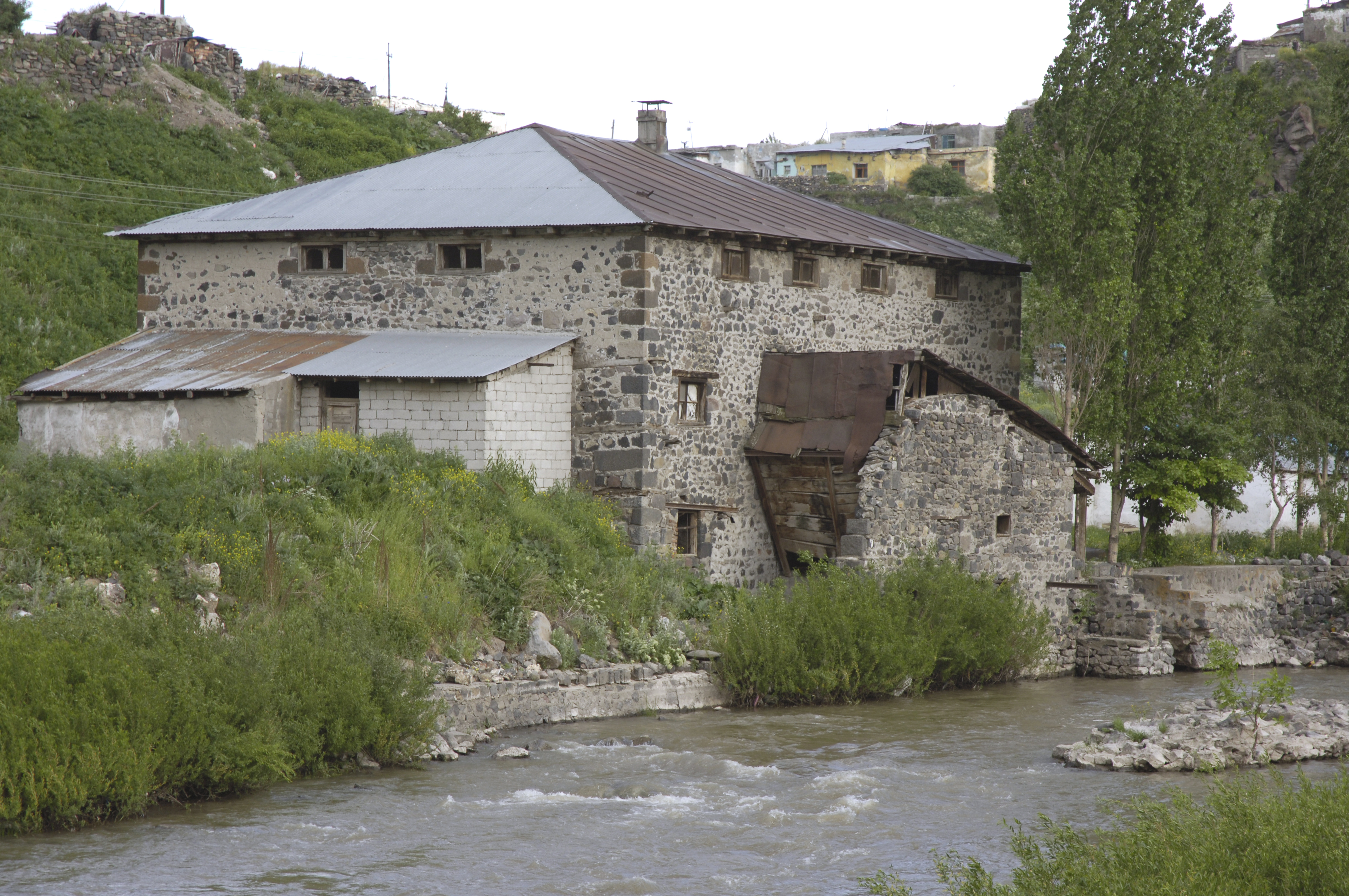
Прибережна рослинність поблизу Карса

На крайньому північному сході країни, переважно на висотах понад 1500 м над рівнем моря, тенденція до літньої посухи більше не спостерігається, і навколо Карса та Ардагана формується область унікального різко континентального клімату (Köppen: Dfb/Dfc). Тут середня температура, як правило, є дещо вищою за 0 °C, а середня літня температура становить близько 15 °C. Зими в цій області є найсуворішими в усій Туреччині, з мінімальними температурами зазвичай нижче -18 °C. Кількість опадів становить близько 500–700 мм. На початку літа опадів випадає більше, ніж в інші сезони.
| Клімат Ардагана (1991–2020, екстремуми 1958–2020) | Клімат Ардагана (1991–2020, екстремуми 1958–2020) | Клімат Ардагана (1991–2020, екстремуми 1958–2020) | Клімат Ардагана (1991–2020, екстремуми 1958–2020) | Клімат Ардагана (1991–2020, екстремуми 1958–2020) | Клімат Ардагана (1991–2020, екстремуми 1958–2020) | Клімат Ардагана (1991–2020, екстремуми 1958–2020) | Клімат Ардагана (1991–2020, екстремуми 1958–2020) | Клімат Ардагана (1991–2020, екстремуми 1958–2020) | Клімат Ардагана (1991–2020, екстремуми 1958–2020) | Клімат Ардагана (1991–2020, екстремуми 1958–2020) | Клімат Ардагана (1991–2020, екстремуми 1958–2020) | Клімат Ардагана (1991–2020, екстремуми 1958–2020) | Клімат Ардагана (1991–2020, екстремуми 1958–2020) |
| Показник                                          | Січ.                                              | Лют.                                              | Бер.                                              | Квіт.                                             | Трав.                                             | Черв.                                             | Лип.                                              | Серп.                                             | Вер.                                              | Жовт.                                             | Лист.                                             | Груд.                                             | Рік                                               |
| Середній максимум, °C                             | −4,4                                              | −2,7                                              | 3,6                                               | 11,1                                              | 16,4                                              | 20,8                                              | 24,3                                              | 25,2                                              | 21,2                                              | 15,2                                              | 6,7                                               | −1,5                                              | 11,3                                              |
| Середня температура, °C                           | −10,3                                             | −9,1                                              | −2,3                                              | 4,7                                               | 9,6                                               | 13,3                                              | 16,4                                              | 16,7                                              | 12,5                                              | 7,2                                               | −0,1                                              | −7,3                                              | 4,3                                               |
| Середній мінімум, °C                              | −15,5                                             | −14,6                                             | −7,5                                              | −0,8                                              | 3,6                                               | 6,5                                               | 9,4                                               | 9,3                                               | 4,9                                               | 0,7                                               | −5,4                                              | −12,1                                             | −1,8                                              |
| Середня кількість сонячних годин на місяць        | 80,6                                              | 104,5                                             | 155,0                                             | 153,0                                             | 195,3                                             | 234,0                                             | 257,3                                             | 251,1                                             | 213,0                                             | 164,3                                             | 111,0                                             | 77,5                                              |                                                   |
| Норма опадів, мм                                  | 24.0                                              | 21.7                                              | 37.0                                              | 54.2                                              | 85.2                                              | 101.7                                             | 77.2                                              | 64.8                                              | 38.9                                              | 41.1                                              | 29.9                                              | 24.7                                              | 600.4                                             |
| Днів з опадами                                    | 7,80                                              | 7,97                                              | 10,33                                             | 14,23                                             | 17,97                                             | 15,50                                             | 12,97                                             | 12,00                                             | 9,47                                              | 10,87                                             | 7,93                                              | 8,03                                              | 135,1                                             |
| ------------------------------------------------- | ------------------------------------------------- | ------------------------------------------------- | ------------------------------------------------- | ------------------------------------------------- | ------------------------------------------------- | ------------------------------------------------- | ------------------------------------------------- | ------------------------------------------------- | ------------------------------------------------- | ------------------------------------------------- | ------------------------------------------------- | ------------------------------------------------- | ------------------------------------------------- |

### Континентальний клімат поясу орографічних дощів

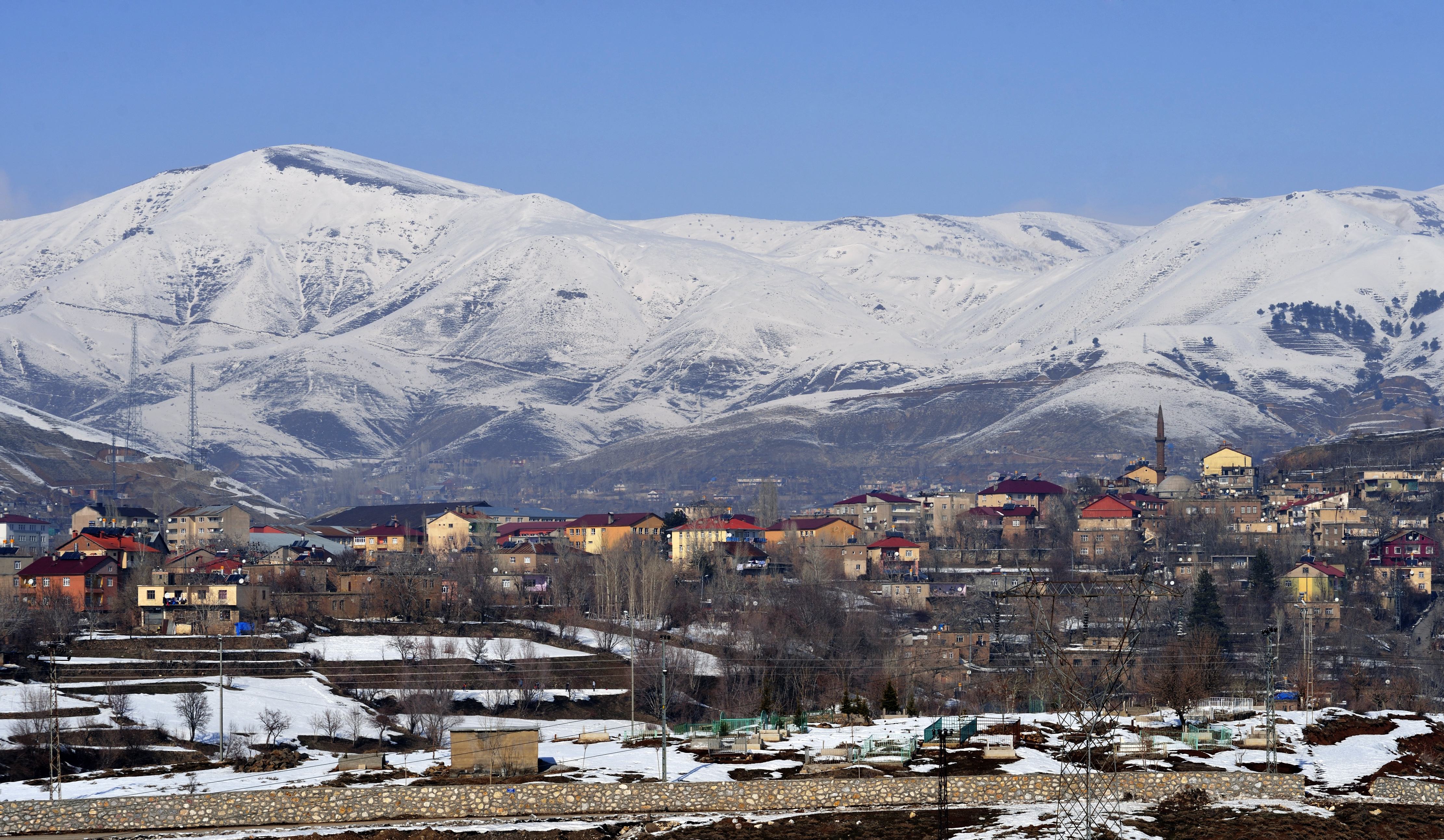
Бітліс взимку

У підніжжя гір Антитавру та Загросу, на півдні Вірменського нагір'я і, загалом, у континентальних передгір'ях гір Альпійського поясу, простягається пояс континентального клімату, який характеризується рясними орографічними опадами та який перебуває під впливом середземноморського клімату (Köppen: Dsa/Dsb). Середня температура тут становить близько 8-12 °C (46–54 °F), середня зимова температура — близько -3 °C, а середня літня температура — 21-25 °C. Найбільше опадів випадає ранньою весною, а їх загальна кількість перевищує 800 мм. Зими дуже сніжні. Незважаючи на таку велику кількість опадів, літні посухи призводять до домінування передстеповової рослинності.
| Клімат Бітліса (1991–2020, екстремуми 1959–2020) | Клімат Бітліса (1991–2020, екстремуми 1959–2020) | Клімат Бітліса (1991–2020, екстремуми 1959–2020) | Клімат Бітліса (1991–2020, екстремуми 1959–2020) | Клімат Бітліса (1991–2020, екстремуми 1959–2020) | Клімат Бітліса (1991–2020, екстремуми 1959–2020) | Клімат Бітліса (1991–2020, екстремуми 1959–2020) | Клімат Бітліса (1991–2020, екстремуми 1959–2020) | Клімат Бітліса (1991–2020, екстремуми 1959–2020) | Клімат Бітліса (1991–2020, екстремуми 1959–2020) | Клімат Бітліса (1991–2020, екстремуми 1959–2020) | Клімат Бітліса (1991–2020, екстремуми 1959–2020) | Клімат Бітліса (1991–2020, екстремуми 1959–2020) | Клімат Бітліса (1991–2020, екстремуми 1959–2020) |
| Показник                                         | Січ.                                             | Лют.                                             | Бер.                                             | Квіт.                                            | Трав.                                            | Черв.                                            | Лип.                                             | Серп.                                            | Вер.                                             | Жовт.                                            | Лист.                                            | Груд.                                            | Рік                                              |
| Середній максимум, °C                            | −0,9                                             | 0,9                                              | 5,0                                              | 11,7                                             | 17,5                                             | 24,0                                             | 28,9                                             | 29,3                                             | 24,8                                             | 16,5                                             | 7,9                                              | 2,0                                              | 14,0                                             |
| Середня температура, °C                          | −4,7                                             | −3,4                                             | 0,9                                              | 6,8                                              | 12,3                                             | 18,1                                             | 22,6                                             | 22,8                                             | 18,3                                             | 11,2                                             | 4,1                                              | −1,6                                             | 9,0                                              |
| Середній мінімум, °C                             | −8,5                                             | −7,5                                             | −2,8                                             | 2,5                                              | 7,2                                              | 11,4                                             | 15,6                                             | 15,9                                             | 11,6                                             | 6,3                                              | 0,4                                              | −5                                               | 3,9                                              |
| Середня кількість сонячних годин на місяць       | 74,4                                             | 96,1                                             | 158,1                                            | 177,0                                            | 229,4                                            | 279,0                                            | 303,8                                            | 300,7                                            | 276,0                                            | 167,4                                            | 87,0                                             | 62,0                                             |                                                  |
| Норма опадів, мм                                 | 161.0                                            | 114.3                                            | 170.0                                            | 136.6                                            | 105.7                                            | 14.6                                             | 11.1                                             | 6.1                                              | 27.9                                             | 89.0                                             | 86.8                                             | 123.5                                            | 1046.6                                           |
| Днів з опадами                                   | 13,55                                            | 11,55                                            | 13,73                                            | 13,09                                            | 14,00                                            | 5,09                                             | 2,45                                             | 1,09                                             | 2,55                                             | 8,82                                             | 9,36                                             | 12,45                                            | 107,7                                            |
| ------------------------------------------------ | ------------------------------------------------ | ------------------------------------------------ | ------------------------------------------------ | ------------------------------------------------ | ------------------------------------------------ | ------------------------------------------------ | ------------------------------------------------ | ------------------------------------------------ | ------------------------------------------------ | ------------------------------------------------ | ------------------------------------------------ | ------------------------------------------------ | ------------------------------------------------ |

### Напівпосушливий континентальний клімат

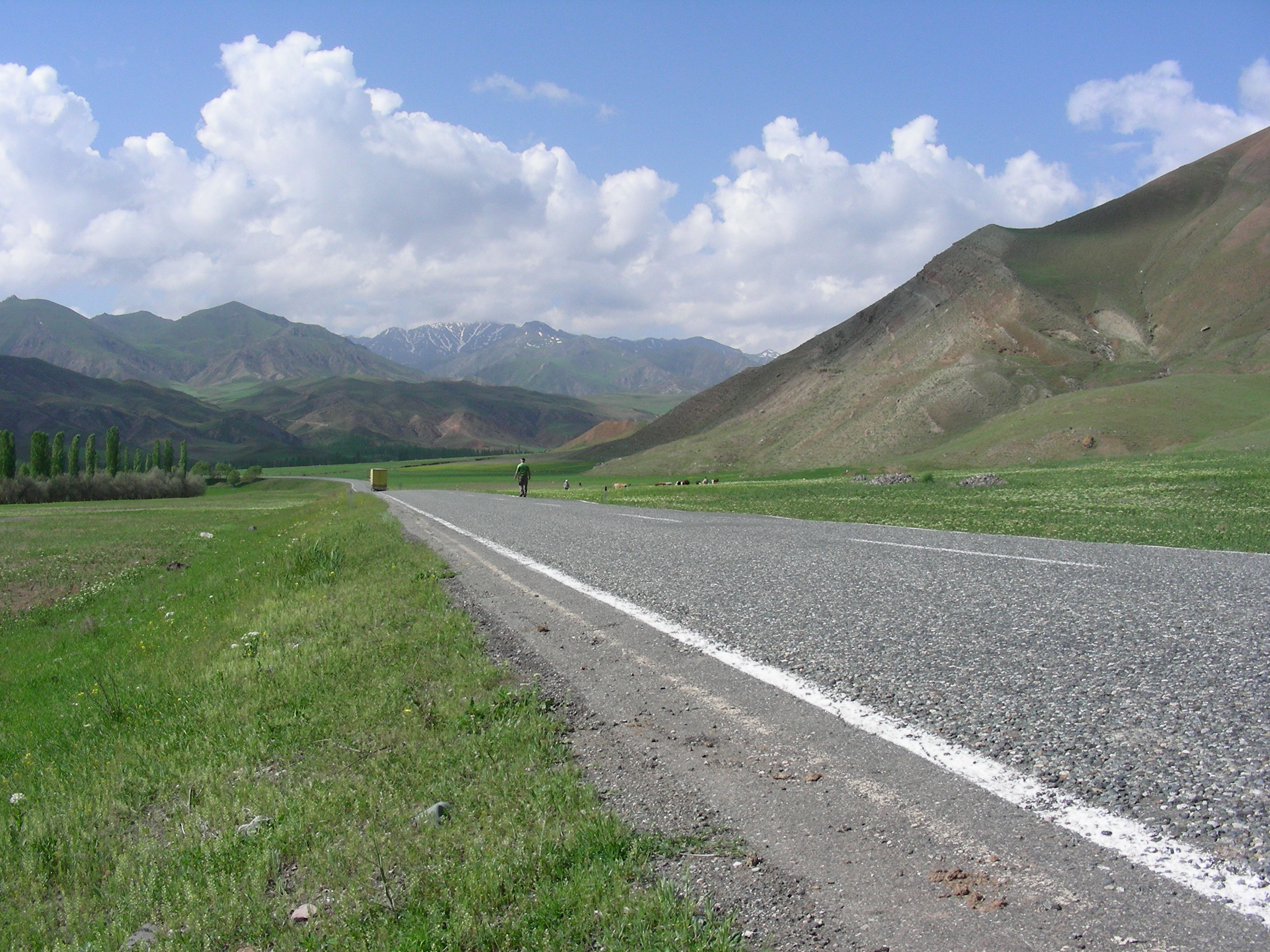
Степові передгір'я поблизу Игдира

У Центральній та Східній Анатолії, які оточені горами з усіх сторін та лежать у великій дощовій тіні, панує напівпосушливий, іноді субгумідний клімат (Köppen: BSk/Dsa). Середня температура тут становить близько 10-13 °C. Влітку середня температура коливається в межах 22-25 °C, тоді як взимку середня температура становить близько 0 °C. Опадів випадає мало, близько 300-400 мм. Найчастіше дощі йдуть пізньою весною.
| Клімат Коньї (1991–2020, екстремуми 1929–2020) | Клімат Коньї (1991–2020, екстремуми 1929–2020) | Клімат Коньї (1991–2020, екстремуми 1929–2020) | Клімат Коньї (1991–2020, екстремуми 1929–2020) | Клімат Коньї (1991–2020, екстремуми 1929–2020) | Клімат Коньї (1991–2020, екстремуми 1929–2020) | Клімат Коньї (1991–2020, екстремуми 1929–2020) | Клімат Коньї (1991–2020, екстремуми 1929–2020) | Клімат Коньї (1991–2020, екстремуми 1929–2020) | Клімат Коньї (1991–2020, екстремуми 1929–2020) | Клімат Коньї (1991–2020, екстремуми 1929–2020) | Клімат Коньї (1991–2020, екстремуми 1929–2020) | Клімат Коньї (1991–2020, екстремуми 1929–2020) | Клімат Коньї (1991–2020, екстремуми 1929–2020) |
| Показник                                       | Січ.                                           | Лют.                                           | Бер.                                           | Квіт.                                          | Трав.                                          | Черв.                                          | Лип.                                           | Серп.                                          | Вер.                                           | Жовт.                                          | Лист.                                          | Груд.                                          | Рік                                            |
| Середній максимум, °C                          | 4,6                                            | 6,9                                            | 12,5                                           | 17,6                                           | 22,8                                           | 27,4                                           | 31,0                                           | 30,9                                           | 26,7                                           | 20,4                                           | 12,7                                           | 6,3                                            | 18,3                                           |
| Середня температура, °C                        | −0,3                                           | 1,3                                            | 6,0                                            | 10,9                                           | 15,9                                           | 20,5                                           | 24,1                                           | 24,0                                           | 19,4                                           | 13,4                                           | 6,2                                            | 1,5                                            | 11,9                                           |
| Середній мінімум, °C                           | −3,9                                           | −3,3                                           | 0,2                                            | 4,4                                            | 9,0                                            | 13,6                                           | 17,1                                           | 17,2                                           | 12,3                                           | 7,0                                            | 0,8                                            | −2,2                                           | 6,0                                            |
| Середня кількість сонячних годин на місяць     | 105,4                                          | 138,4                                          | 195,3                                          | 216,0                                          | 269,7                                          | 309,0                                          | 344,1                                          | 334,8                                          | 291,0                                          | 235,6                                          | 159,0                                          | 102,3                                          |                                                |
| Норма опадів, мм                               | 35.9                                           | 23.1                                           | 27.4                                           | 34.2                                           | 38.2                                           | 27.8                                           | 6.5                                            | 6.5                                            | 15.9                                           | 29.7                                           | 34.5                                           | 45.6                                           | 325.3                                          |
| Днів з опадами                                 | 10,53                                          | 8,97                                           | 9,80                                           | 10,83                                          | 12,47                                          | 8,10                                           | 3,00                                           | 2,63                                           | 4,40                                           | 7,27                                           | 7,13                                           | 10,10                                          | 95,2                                           |
| ---------------------------------------------- | ---------------------------------------------- | ---------------------------------------------- | ---------------------------------------------- | ---------------------------------------------- | ---------------------------------------------- | ---------------------------------------------- | ---------------------------------------------- | ---------------------------------------------- | ---------------------------------------------- | ---------------------------------------------- | ---------------------------------------------- | ---------------------------------------------- | ---------------------------------------------- |